# Gorgias (Platon)

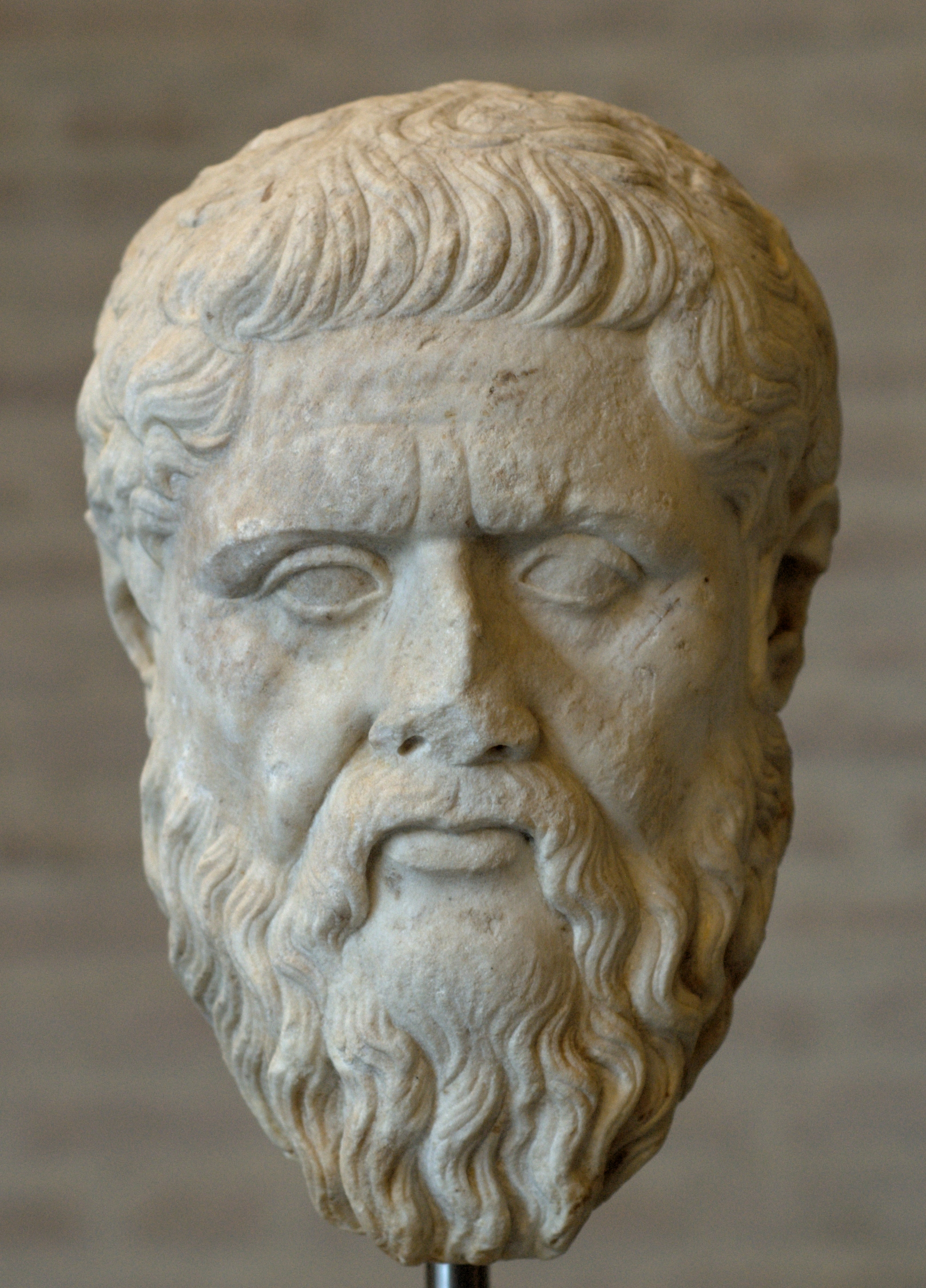
Platon (römische Kopie des griechischen Platonporträts des Silanion, Glyptothek München)

Der Gorgias (griechisch Γοργίας Gorgías) ist ein in Dialogform verfasstes Werk des griechischen Philosophen Platon, zu dessen umfangreichsten Schriften er zählt. Den Inhalt bildet ein fiktives, literarisch gestaltetes Gespräch. Platons Lehrer Sokrates diskutiert mit dem berühmten Redner Gorgias von Leontinoi, nach dem der Dialog benannt ist, sowie dessen Schüler Polos und dem vornehmen Athener Kallikles.
Gorgias steht, nachdem er einen Vortrag gehalten hat, für beliebige Fragen aus dem Publikum zur Verfügung. Sokrates nutzt die Gelegenheit, mit ihm ins Gespräch zu kommen. In der ersten Phase des Dialogs debattieren abwechselnd Gorgias und Polos mit Sokrates. Später übernimmt Kallikles, der sich von Sokrates’ Haltung herausgefordert sieht, die Rolle von dessen Gegenspieler.
Das Thema ist zunächst die Frage, worin der Sinn und Zweck der von Gorgias meisterhaft praktizierten Redekunst besteht. Es stellt sich heraus, dass sie darauf abzielt, die Zuhörer durch Schmeichelei zu überreden. Sie soll dem Redner in juristischen oder politischen Auseinandersetzungen den Sieg verschaffen. Damit soll sie für ihn, wie er glaubt, etwas Gutes bewirken. Sokrates bestreitet aber, dass die Rhetorik diese Erwartung erfüllen kann; er meint, der Redner bilde sich das nur ein. Um dies zu prüfen, muss man klären, worin eigentlich das Gute und Wünschenswerte besteht. Damit wendet sich die Diskussion ihrem Hauptthema zu, der Frage nach der richtigen Lebensweise. Darüber klaffen die Auffassungen schroff auseinander. Für Kallikles ist das Gute der Lustgewinn, der daher mit allen geeigneten Mitteln anzustreben ist; ethische und juristische Bedenken sind dabei belanglos. Sokrates stellt dem seine philosophische Überzeugung entgegen, wonach es besser ist Unrecht zu erleiden als Unrecht zu tun, da begangenes Unrecht dem Täter seelisch den größten Schaden zufügt. Aus seiner Sicht beruhen das Gute und die Vortrefflichkeit auf der richtigen, naturgemäßen Ordnung, die der Mensch sowohl in der Gesellschaft als auch in seiner eigenen Seele zu wahren hat. Die seelische Ordnung erfordert, dass die chaotischen Begierden der Herrschaft der Vernunft unterstellt werden. Wer sich selbst beherrscht, ist tugendhaft, handelt daher richtig und führt ein gelungenes Leben. Er hat den Zustand der Eudaimonie („Glückseligkeit“) erlangt. Dafür wird nicht rhetorisches Geschick benötigt, sondern philosophische Einsicht.
Eine Einigung wird nicht erzielt. Weder kann Sokrates seine Gesprächspartner überzeugen, noch gelingt es ihnen, seine Argumentation zu entkräften. Gorgias, Polos und Kallikles machen zwar einige Zugeständnisse, doch im Wesentlichen bleibt jeder bei seiner Ansicht.

## Ort, Zeit und Teilnehmer

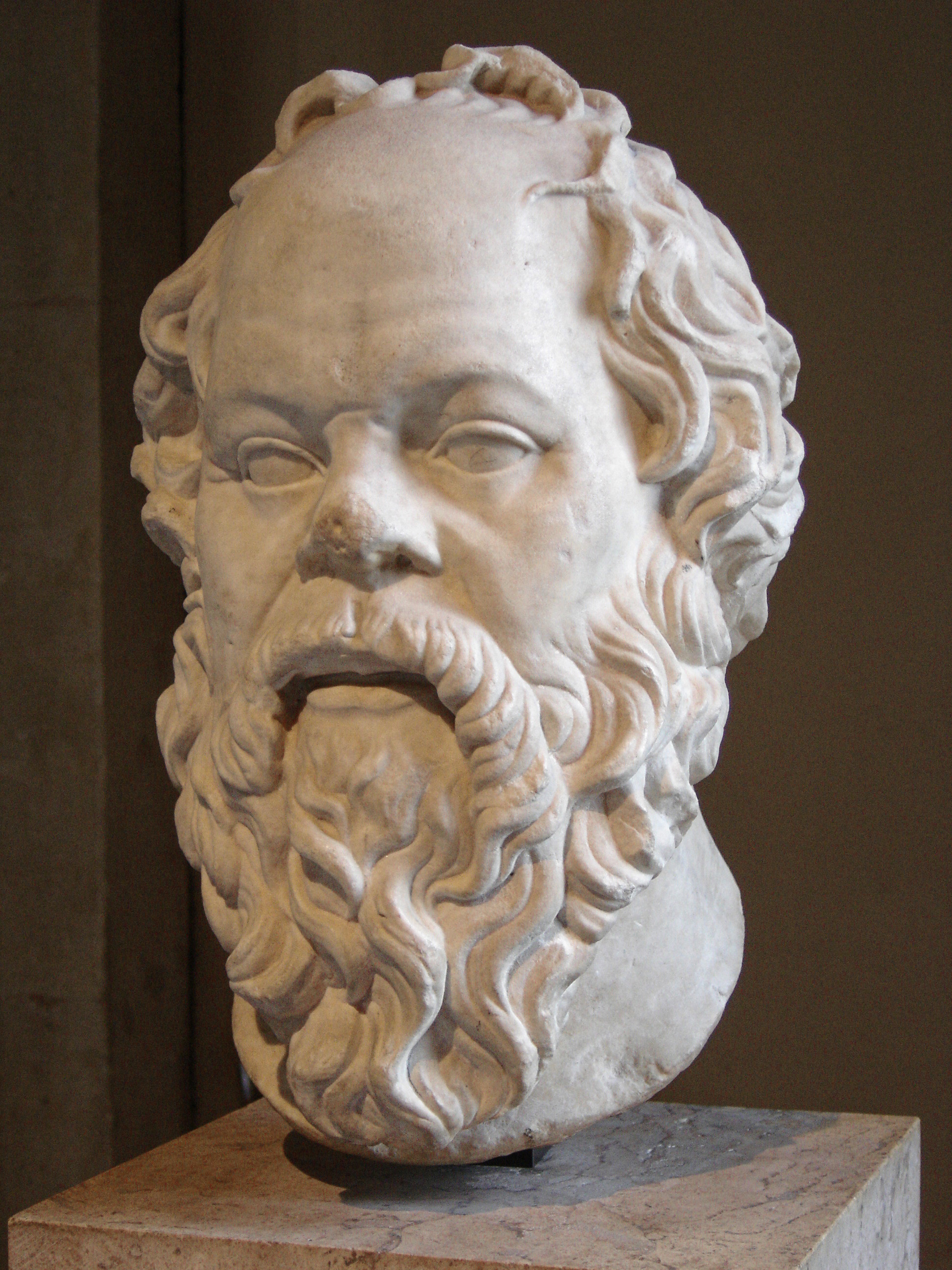
Sokrates (römische Büste, 1. Jahrhundert, Louvre, Paris)

Die Debatte spielt sich in Athen im Haus des Kallikles ab. Eine eindeutige Datierung der fiktiven Handlung ist nicht möglich, da die chronologisch relevanten Angaben im Dialog widersprüchlich sind. Offenbar hat Platon diesbezüglich von seiner literarischen Freiheit großzügig Gebrauch gemacht. Einer Bemerkung zufolge scheint das Gespräch im Jahr 405 v. Chr. stattgefunden zu haben, doch andere Stellen deuten auf eine frühere Zeit. Es wird erwähnt, dass in Makedonien erst seit kurzem König Archelaos I. regiert. Dieser Herrscher ist frühestens 414, wahrscheinlich 413 v. Chr. an die Macht gekommen. Andererseits wird Perikles († 429) als kürzlich verstorben bezeichnet. Jedenfalls fällt die Diskussion in die Zeit des Peloponnesischen Krieges. Die auffälligen Anachronismen sind offenbar gewollt, sie sollen den Leser an die Fiktionalität des Textes erinnern.
Die Gesprächspartner des Sokrates sind Gorgias, Polos, Kallikles und Chairephon. Bei Gorgias, Polos und Chairephon handelt es sich sicher um historische Gestalten. Dass auch Kallikles tatsächlich gelebt hat, ist früher oft bezweifelt worden, gilt aber heute als wahrscheinlich. Gorgias und Polos stammten aus dem griechisch besiedelten Teil Siziliens. Die Heimatstadt des Gorgias war Leontinoi, das heutige Lentini, die des Polos war Akragas, das heutige Agrigent. Gorgias, ein gefeierter Redner und Lehrer der Rhetorik, kam 427 v. Chr. nach Athen. Dort erregte er mit seiner außergewöhnlichen Beredsamkeit großes Aufsehen, sein Stil wurde richtungweisend. Mitunter wird er zu den Sophisten gezählt, den damals umherziehenden Wanderlehrern, die Jünglingen der Oberschicht ein als nützlich betrachtetes Wissen gegen Entgelt beibrachten. In der Forschung ist allerdings umstritten, ob diese Bezeichnung auf Gorgias zutrifft. Sein Schüler und Begleiter Polos war nach Platons Darstellung zum Zeitpunkt der Dialoghandlung noch jung und unerfahren, hatte aber bereits ein Rhetorik-Lehrbuch verfasst. Das Lehrbuch gab es wirklich, Aristoteles hat daraus zitiert. Kallikles, der Gastgeber des Gorgias, war ein junger, aristokratisch gesinnter Athener von vornehmer Herkunft mit politischen Ambitionen. Platons Schilderung zufolge war er gebildet, schätzte die Redekunst und verfügte über einige Kompetenz im philosophischen Diskurs; als nüchterner Pragmatiker und Techniker der Macht verachtete er aber die Philosophen ebenso wie die Sophisten, denn er sah in ihnen untüchtige Schwätzer. Chairephon war ein Altersgenosse, Freund und Schüler des Sokrates und begeisterte sich für dessen Philosophie.
Die Ansichten von Platons Dialogfigur Gorgias unterscheiden sich erheblich von denen des historischen Rhetoriklehrers. Im Dialog lässt sich Platons Gorgias, der offenbar schon in vorgerücktem Alter steht, bereitwillig auf die ihm fremde philosophische Diskursmethode des Sokrates ein. Es stellt sich heraus, dass er ihren Anforderungen nicht gewachsen ist. Sein junger, hitziger Schüler Polos ist trotz seiner Unerfahrenheit bereit, mit Sokrates zu debattieren, um den ermüdeten Gorgias zu entlasten. Er tritt ebenso wie sein Lehrer mit der ausgeprägten Selbstsicherheit auf, die für manche Figuren – insbesondere die Sophisten – in Platons Dialogen charakteristisch ist und manchmal arrogant wirkt. Diese Haltung kontrastiert mit dem äußerlich bescheidenen Stil des Sokrates, der sich zwar unbefangen und lernwillig gibt, aber seine Geringschätzung der Rhetorik und Sophistik nicht verhehlt. Kallikles hält sich anfangs zurück, greift dann aber energisch ein und erweist sich als der härteste, konsequenteste Gegner der sokratischen Ethik. In seinen politischen Ansichten ist Platons Kallikles ambivalent; einerseits verachtet er die Moralvorstellungen der Schwachen und tritt für eine uneingeschränkte Herrschaft der Starken ein, was auf eine oligarchische oder tyrannische Gesinnung deutet, andererseits akzeptiert er das demokratische System und will darin Karriere machen, indem er sich den Stimmungen der Menge anpasst. Chairephon ist eine Randfigur, an der philosophischen Auseinandersetzung beteiligt er sich nicht.

## Inhalt
Einleitungsgespräch und Beginn der Debatte
Sokrates und Chairephon sind gekommen, um einen Vortrag des Gorgias zu hören. Da sie sich verspätet haben, ist ihnen das Erlebnis entgangen. Als Gastgeber des Gorgias macht sie Kallikles darauf aufmerksam, dass sein Gast bereit ist, beliebige Fragen zu beantworten. Man begibt sich ins Haus des Kallikles, wo nun die Gelegenheit besteht, den berühmten Meister der Rhetorik zu konsultieren.
Sokrates schlägt Chairephon vor, den Dialog mit der Frage zu eröffnen, was Gorgias sei, das heißt, worin seine berufliche Tätigkeit bestehe. Polos mischt sich ein, er will anstelle seines nach dem Vortrag etwas ermüdeten Lehrers die Fragenbeantwortung übernehmen. Die nötige Kompetenz traut er sich ohne weiteres zu. Auf Chairephons Frage antwortet er aber nicht mit der verlangten Auskunft, sondern mit einem allgemeinen, rhetorisch ausgestalteten Lob der Rhetorik, welche die bedeutendste aller Künste sei. Sokrates greift ein und stellt missbilligend fest, Polos könne zwar gut reden, gehe aber nicht auf die gestellte Frage ein. Gefragt wurde nach einer Begriffsbestimmung der Rhetorik, nicht nach einem Urteil über sie. Daraufhin ergreift Gorgias selbst das Wort.
Die Debatte zwischen Sokrates und Gorgias um die Funktion der Rhetorik
Zunächst bestimmt Gorgias sein Fach als die Rhetorik, die Kunst des Redens. Diese Bestimmung erweist sich aber als zu allgemein, denn jeder Fachmann ist in der Lage, auf seinem Gebiet zu urteilen und zu reden, was ihn aber nicht zum Redner macht. Gemeint ist also nicht das Darlegen von Fachwissen, sondern das Reden als solches. Inhaltlich bezieht sich das hier gemeinte Reden auf das, was für Gorgias das Wichtigste und Beste unter allen menschlichen Belangen ist. Aus seiner Sicht sind die höchsten Güter nicht Gesundheit, Schönheit oder Reichtum. Vielmehr ist das höchste erreichbare Gut – das, was die Rhetorik dem Redner verschafft – die Freiheit. Sie ermöglicht ihm, über andere Macht auszuüben und selbst von niemand beherrscht zu werden. Dazu ist er in der Lage, wenn er weiß, wie man vor Gericht und in politischen Versammlungen überzeugend auftritt und die Anwesenden überredet. Demnach ist die Rhetorik die Kunst des Überzeugens.
Es geht aber nicht um ein beliebiges Überzeugen, denn auch ein Mathematiklehrer überzeugt seine Schüler von der Richtigkeit seiner Aussagen. Vielmehr überzeugt der Redner sein Publikum hinsichtlich der Frage, was als „gerecht“ und was als „ungerecht“ zu betrachten ist, was also zu tun und was zu unterlassen ist. Das griechische Wort für „gerecht“, díkaios, bezeichnet zugleich allgemein das Richtige, Angemessene und Angebrachte. Es handelt sich also um richtiges Verhalten schlechthin und insbesondere um richtige politische Entscheidungen. Entsprechende Beschlüsse kann ein Redner im demokratisch organisierten athenischen Staat durch sein Auftreten vor der Volksversammlung herbeiführen. Solches Überzeugen vollzieht sich aber, wie Gorgias einräumen muss, unabhängig vom Wahrheitsgehalt der Behauptungen des Redners. Dieser befähigt sein unwissendes Publikum nicht, den Wahrheitsgehalt zu beurteilen. Also kann die Redekunst, wie Sokrates feststellt, grundsätzlich kein Wissen vermitteln, sondern nur einen Glauben erzeugen. Schon die Kürze der Zeit schließt aus, dass ein Politiker als Redner seinen Zuhörern zu Erkenntnissen verhilft. Außerdem ist er fachlich ebenso ignorant wie sie. Dennoch führt er die Beschlüsse herbei, die dann von den Fachleuten – beispielsweise Baumeistern oder Heerführern – umgesetzt werden. Das findet Sokrates erstaunlich.
Gorgias betont, es komme im Leben letztlich nicht auf Fachkompetenz an, sondern auf Überzeugungskraft. Nicht das werde ausgeführt, was ein Sachverständiger aufgrund seines Wissens empfehle, sondern das, wovon ein rhetorisch geschulter Politiker die Entscheidungsträger überzeugen könne. Wer zwar den Durchblick habe, nicht aber die nötige Kommunikationsfähigkeit, der werde unterliegen und nichts erreichen.
Nun gelingt es Sokrates zu zeigen, dass sich sein Gesprächspartner in einen Widerspruch verwickelt hat. Gorgias hat den Rhetoriker als Fachmann für das Gerechte oder Richtige und Angebrachte definiert. Das setzt voraus, dass der Rhetoriker die Richtigkeit von Handlungsweisen korrekt beurteilen kann. Dies muss auch für sein eigenes Verhalten gelten. Daraus folgt, dass er selbst sich aufgrund seines Wissens stets richtig verhält. Dabei ist mit dem „Richtigen“ sowohl das „Gerechte“ im ethischen Sinn gemeint als auch das, was im richtig verstandenen Interesse des Staates und seiner Bürger liegt. Andererseits hat Gorgias aber auch festgestellt, dass die Rhetorik vorsätzlich missbraucht werden kann und dann zu Fehlentscheidungen führt. Dies wäre ausgeschlossen, wenn der gut ausgebildete Rhetoriker als solcher tatsächlich über ein Wissen vom Richtigen und Falschen verfügte. Sein korrektes Verständnis würde ihn dann von jedem Missbrauch abhalten, denn Missbrauch ist ein Fehler, der Unwissenheit hinsichtlich des Gerechten und Richtigen voraussetzt.
Der Sinn der Rhetorik nach Sokrates
Polos greift wieder ein. Er will jetzt herausfinden, ob Sokrates selbst die Frage, worin die Redekunst besteht, besser beantworten kann als der Rhetoriker Gorgias. Nun bekennt Sokrates offen, dass die Rhetorik aus seiner Sicht gar keine Kunst ist, sondern nur eine durch Erfahrung erworbene Gewandtheit im Erzeugen von Lust und Wohlgefallen. Er vergleicht sie mit der Kochkunst, die er ebenfalls nicht für eine Kunst hält, sondern für eine durch Routine gewonnene Befähigung, Vergnügen zu bereiten. Dasselbe gelte für die „Putzkunst“ (Kosmetik, Schmuck, Kleiderluxus), die mit Farben und Formen betrüge, und für die Sophistik. Diese vier Fertigkeiten seien Erscheinungsformen der Schmeichelei. Ihnen sei gemeinsam, dass ihr Ziel die Gefälligkeit sei, ihr Sinn sich im Erzeugen angenehmer Eindrücke erschöpfe und ein Bezug zu höheren Bestrebungen fehle. Erkenntnisse und ein Verständnis des eigenen Handelns seien mit solchen Betätigungen nicht verbunden.
Die Macht der Redner als Ohnmacht
Polos weist auf den großen politischen Einfluss der Redner hin, aus dem er den Rang und Wert der Rhetorik ableitet. Sokrates widerspricht ihm. Nach seinem Verständnis, das er nun erläutert, verfügen die Redner nur scheinbar über außerordentliche Macht. Anscheinend können sie nach Belieben ihren Willen durchsetzen. Ebenso wie Tyrannen sind sie imstande, willkürlich Todesurteile, Vermögenskonfiskationen und Verbannungen herbeizuführen. In Wirklichkeit sind aber gerade sie die machtlosesten Menschen, wenn man unter Macht die Fähigkeit versteht, für sich selbst etwas Gutes, Erstrebenswertes zu erreichen. Da sie nicht wissen, was das Beste ist, können sie es auch nicht für sich bewirken, sondern sie erreichen nur das, was sie irrtümlich für das Beste halten. Sie können zwar viel ausrichten, aber vom Ziel jedes Menschen, für sich das Beste zu verwirklichen, sind sie weiter entfernt als alle anderen. Daraus ist ihre Machtlosigkeit ersichtlich. Sie suchen ihren Vorteil, fügen sich aber aus Unwissenheit nur Schaden zu.
Begangenes und erlittenes Unrecht
Von seinen Überlegungen über die Ohnmacht der scheinbar Mächtigen ausgehend stellt Sokrates sein Konzept vom Umgang mit Unrecht vor. In der Auseinandersetzung mit Polos, für den äußerliche Macht an sich ein höchstrangiger Wert ist, begründet er seine These, dass es grundsätzlich weniger schlimm ist Unrecht zu erleiden als Unrecht zu tun. Nach seinen Ausführungen ist Unrecht für jeden Beteiligten oder Betroffenen ein Übel, aber das größte Übel ist es nicht für das Opfer, sondern für den Täter. Wenn somit jemand seine Entscheidungsgewalt dazu benutzt, sich durch eine Übeltat selbst das größte Übel zuzufügen, ist er nicht im eigentlichen Sinne mächtig, sondern bedauernswert. Daher stellt eine Verfügungsgewalt an sich keinen Wert dar, sondern nur gerechte Machtausübung ist gut.
Nach Sokrates’ Verständnis führt Unrecht zwangsläufig ins Elend. Dagegen wendet Polos ein, es sei offenkundig, dass viele Unrechttäter glücklich seien. Ein Beispiel sei König Archelaos I. von Makedonien, der sich auf skrupellose Weise durch Verwandtenmorde die Herrschaft verschafft habe und nun sein Glück genießen könne. Nach Sokrates’ Maßstab müsste Archelaos der unglücklichste aller Makedonen sein. Diese Sichtweise hält Polos für abwegig. Sokrates räumt ein, dass fast alle Athener so denken wie Polos, misst dem aber keine Bedeutung zu.
Sinn und Wirkung von Strafen
Für Polos ist die Voraussetzung des Glücks, das die Unrechttäter genießen, dass sie für ihre Taten nicht zur Verantwortung gezogen werden. Ihre Macht schützt sie vor Strafe. Auch in diesem Punkt vertritt Sokrates die gegenteilige Auffassung. Nach seinem Verständnis sind die Unrechttäter, die der Strafe entgehen, noch unglücklicher als die, die bestraft werden. Polos wendet ein, dann müsse ein unangefochten regierender Tyrann unglücklicher sein als ein Übeltäter, der gefasst und zur Strafe gefoltert und grausam hingerichtet wird. Von diesem Einwand lässt sich Sokrates nicht beirren.
Zur Begründung seiner Position greift Sokrates auf die Begriffe des „Schönen“ und des „Hässlichen“ zurück. Im Altgriechischen bezeichnen die Wörter für „schön“ und „hässlich“ zugleich das Ehrenvolle und Lobenswerte bzw. das Schändliche und Schmachvolle. Sie stehen also auch für das im Sinne herkömmlicher Wertvorstellungen moralisch Richtige bzw. Verwerfliche. Polos räumt ein, dass er wie Sokrates das Begehen von Unrecht „hässlicher“ (unmoralischer) findet als das Erleiden. Er bestreitet aber, dass das Hässlichere das „Schlimmere“ ist. Mit „schlimm“ (kakós) ist dasjenige gemeint, was nicht im Interesse der betreffenden Person liegt, sondern ihr schadet. Für Polos kann das Hässlichere durchaus das Vorteilhaftere sein. Sokrates ist anderer Meinung; er will zeigen, dass das moralisch Verwerfliche notwendigerweise immer auch „schlimmer“ ist, das heißt, dass es auch unter dem Gesichtspunkt des Eigeninteresses zu verwerfen ist. Seine Argumentation lautet: Der Grund, aus dem ein hässliches Ding ein anderes an Hässlichkeit übertrifft, kann nur darin liegen, dass es entweder schlimmer ist oder größere Unlust erzeugt oder beides. Wenn also – was Polos wie die meisten Leute zugibt – das Begehen hässlicher ist als das Erleiden, der Grund dafür aber nicht in größerer Unlust liegt, dann kann er nur darin liegen, dass das Begehen schlimmer ist. Daraus folgt, dass das Begehen das größere Übel sein muss. Polos räumt das ein.
Von diesem Ergebnis ausgehend wendet sich Sokrates wieder der Bedeutung von Strafen zu. Hier lautet sein Gedankengang: Jeder Erleidende erleidet genau das, was der Begehende begeht. Wenn beispielsweise ein Schlagender heftig schlägt, wird der Geschlagene heftig geschlagen. Wer gerecht straft, vollzieht etwas Gerechtes und daher Schönes, denn alles Gerechte ist notwendigerweise schön. Also widerfährt dem Bestraften etwas Gerechtes und Schönes, somit etwas auch für ihn Gutes. Die Strafe bessert ihn, sie befreit ihn von der Ungerechtigkeit in seiner Seele, dem größten aller Übel. Dabei erlebt er zwar Schmerz, doch verhält es sich damit wie mit einer ärztlichen Behandlung, die schmerzt, aber die Gesundheit wiederherstellt. Die Strafe – darunter versteht Sokrates auch Tadel und Zurechtweisung – führt zu einer seelischen Gesundung, indem sie den Bestraften auf einen besseren Weg führt. Bleibt ein Übeltäter jedoch unbestraft, so wird er in seiner Ungerechtigkeit verharren, und das ist das Schlimmste, was ihm geschehen kann. Polos findet dagegen keinen Einwand, er muss wiederum zustimmen.
Diesen Befund wendet nun Sokrates auf die Rhetorik an, was zu einem paradoxen Resultat führt. Wer ein Unrecht begangen hat, der müsste, wenn er sich einen Vorteil verschaffen will, sein eigener Ankläger sein. Er hätte seine Tat ans Licht zu bringen, um dafür bestraft zu werden. Wer seinem Feind Schaden zufügen will, der müsste dessen Übeltaten vertuschen und ihn verteidigen, um ihm die erlösende Strafe vorzuenthalten. Demnach hätte die Rhetorik vor Gericht nur dann eine Berechtigung, wenn sie das Gegenteil dessen bezweckte, was ihre normale Funktion ist. Analog hätte sich ein Redner in der Politik zu verhalten, etwa wenn es um ein Unrecht geht, das vom eigenen Heimatland begangen wurde.
Polos ist verwirrt. Er räumt die Schlüssigkeit des Gedankengangs ein, hält aber das Ergebnis weiterhin für absurd.
Die Wertordnung des Kallikles
Kallikles hat schweigend zugehört, doch nun ist er über den Diskussionsverlauf so erzürnt, dass er sich energisch einmischt. Der restliche Teil des Dialogs spielt sich zwischen ihm und Sokrates ab. Als reiner Praktiker ist Kallikles kein Sophist, von trickreicher Argumentiertechnik hält er wenig, doch teilt er die weltanschauliche Grundhaltung von Gorgias und Polos völlig. Nach seiner Einschätzung, die er unverblümt äußert, hat Sokrates seine beiden Debattengegner nacheinander in eine Falle gelockt. Er hat sie dazu gebracht, ihm aus Rücksicht auf fragwürdige gesellschaftliche Normen Zugeständnisse zu machen, zu denen er sie argumentativ nicht zwingen konnte. Dadurch sind sie inkonsequent geworden und in Selbstwidersprüche geraten, die Sokrates ihnen dann nachweisen konnte. Beide haben es nicht gewagt, sich der öffentlichen Meinung zu widersetzen, und sind so ihrer Scham zum Opfer gefallen. Gorgias hätte sich nicht auf die Behauptung einlassen sollen, dass es zu seinen Aufgaben als Rhetoriklehrer gehöre, über die Gerechtigkeit Bescheid zu wissen und dieses Wissen seinen Schülern bei Bedarf zu vermitteln. Polos hätte dem Grundsatz, dass das Begehen von Unrecht hässlicher und schändlicher sei als das Erleiden, nicht zustimmen sollen. Mit dieser Konzession an die sokratische Ethik hat Polos nur einer sehr verbreiteten, aber aus Kallikles’ Sicht grundfalschen Vorstellung gehuldigt. Wie Gorgias hat er es aus unangebrachter Scham versäumt, sich konsequent zu seiner Meinung zu bekennen.
Nach seiner Distanzierung von der Nachgiebigkeit der beiden Rhetoriker legt Kallikles sein eigenes Konzept vor, einen konsequenten, kompromisslosen Gegenentwurf zum Ethikverständnis des Sokrates. Zwar setzt er wie Sokrates – und im Gegensatz zu Polos – das „Schöne“ oder moralisch Richtige mit dem gleich, was im Eigeninteresse des Handelnden liegt, doch ist für ihn das moralisch Richtige etwas ganz anderes als für Sokrates. Er geht von einem fundamentalen Gegensatz zwischen der Natur und dem „Gesetz“ aus. Unter der Natur oder dem Natürlichen versteht er die spontanen, von keiner angelernten Rücksichtnahme behinderten Impulse der vornehmen, kraftvollen, machtbewussten und durchsetzungswilligen Persönlichkeiten. Diese Impulse und ihre Verwirklichung stellen für Kallikles das wahrhaft Gerechte, Gute und Schöne dar, das vorbehaltlos zu bejahen ist. Mit dem „Gesetz“ meint er diejenigen menschlichen Einrichtungen und Gewohnheiten, die er für naturwidrig und daher schlecht hält. Das sind bestimmte gesellschaftliche Konventionen und eine auf ihnen basierende Gesetzgebung zum Schutz und Vorteil der Schwachen und Untüchtigen. Im demokratisch organisierten athenischen Staat übt die Mehrheit der Schwachen, Untüchtigen und somit Schlechten die Herrschaft aus. Das ist widernatürlich, da die Natur selbst sowohl im Tierreich als auch unter den Menschen die kräftigsten und durchsetzungsfähigsten Individuen bevorzugt. Ihnen gewährt sie Erfolg, Besitztümer und Herrschaft. Diese Güter stehen ihnen somit von Natur aus zu. Demnach ist die Unterdrückung und Beraubung der Schwachen kein Unrecht, vielmehr ist sie im Sinne des Naturgesetzes das Gerechte. Wer in der Lage ist, sich gewaltsam durchzusetzen, der wird von der Natur begünstigt, und daher ist sein Vorgehen berechtigt, denn die Natur setzt die ethischen Normen.
Die Philosophie ist aus Kallikles’ Sicht eine passende Beschäftigung für die Jugend, nicht aber für reife Männer. Wer zu lange an ihr festhält, wird zum müßigen Schwätzer, macht sich lächerlich und wird untauglich zu männlichen Taten.
Die Auseinandersetzung über die Werte des Kallikles
Sokrates weiß die Gelegenheit zur Auseinandersetzung mit einer so radikalen Gegenposition zu schätzen. In Kallikles’ These vom Recht des Stärkeren findet er einen Widerspruch: Die Schwachen sind gemeinsam stärker als der Starke und können ihm daher ihre Regeln aufzwingen. Daraus folgt, dass ihre Normen den seinigen von Natur aus überlegen sind, wenn die Durchsetzungsfähigkeit, wie Kallikles behauptet, das naturgemäße Kriterium für Vortrefflichkeit ist. Dieses Argument zwingt Kallikles, sein Konzept der Überlegenheit und des Herrschaftsanspruchs der „Besseren“, die er zunächst mit den Stärkeren gleichgesetzt hat, anders zu fundieren. Nun versucht er neu zu bestimmen, wodurch sie besser sind. Er charakterisiert die Besseren als die Edleren und Verständigeren und weist auch auf ihre Tapferkeit hin. Doch auch diese Bestimmungen erweisen sich, wie Sokrates zeigt, als problematisch. Der Einsichtsvollste kann zufälligerweise zugleich der Schwächlichste sein; worin das Bessersein, das zur Machtausübung legitimeren soll, letztlich besteht, bleibt unklar.
Auf einen weiteren Aspekt macht Sokrates aufmerksam, indem er fragt, wen die aus Kallikles’ Sicht Besseren und Würdigeren beherrschen sollen – nur die anderen oder auch sich selbst, das heißt: ihre Begierden. Wiederum gehen die Auffassungen diametral auseinander. Sokrates plädiert für Selbstbeherrschung, Kallikles tritt dafür ein, die Begierden so stark wie möglich werden zu lassen, um sie dann zu befriedigen. Tapferkeit und Klugheit will Kallikles in den Dienst der Bedürfnisbefriedigung stellen. Somit ist seine Ethik hedonistisch (am Lustprinzip orientiert).
Den Lebensentwurf des Kallikles kritisiert Sokrates mit dem Hinweis auf die Unersättlichkeit der Bedürfnisse, die Erfüllung ausschließe. Dieses Argument beeindruckt Kallikles jedoch nicht, denn auch diesbezüglich ist sein Konzept fundamental anders. Für Sokrates ist ein dauerhaft optimierter Gemütszustand erstrebenswert, Kallikles hingegen kann einer solchen Zielsetzung nichts abgewinnen. Er plädiert zwar für Bedürfnisbefriedigung als höchstrangiges Ziel, erwartet von ihr aber keinen andauernden Glückszustand und hält einen solchen nicht einmal für wünschenswert, denn für ihn ist alles Statische unlebendig wie ein Stein. Es gibt keine permanente Lust, sondern der Genuss ist seiner Natur nach dynamisch und erfordert einen fortwährenden Wechsel von Lust und Unlust. Gleichnishaft ausgedrückt muss vorhandene Lust abfließen wie Flüssigkeit aus einem löchrigen Fass, damit neue hinzufließen kann, und das Hinzufließen erzeugt den Genuss. Aus dieser Perspektive betrachtet ist die Löchrigkeit des Fasses nicht, wie Sokrates meint, ein Unglück, sondern die Voraussetzung für ein lustvolles Leben.
Für Sokrates beruht die genussorientierte Wertordnung auf der irrigen Gleichsetzung des Angenehmen und der Lust mit dem Guten. Daher versucht er zu zeigen, dass das Gute und Erstrebenswerte nicht mit dem Angenehmen oder Genussreichen identisch sein könne. Er gibt zu bedenken, eine Begierde sei Ausdruck eines Mangels und daher unangenehm, ihre Befriedigung hingegen genussvoll. Mit der Befriedigung höre die mit dem Mangel verbundene Unlust auf, zugleich aber auch der Genuss. Das Gute hingegen ende nicht zugleich mit dem Schlechten, sondern es beginne mit dem Ende des Schlechten und umgekehrt. Somit sei die Gleichsetzung des Guten mit dem Genuss falsch. Außerdem sei auch für Kallikles die Gutheit mit Tapferkeit und Klugheit verbunden, die Schlechtigkeit mit Feigheit und Dummheit. Die Lust der Feigen sei aber nicht geringer als die der Tapferen. Somit bestehe kein Zusammenhang zwischen Lust und Gutheit einerseits und zwischen Unlust und Schlechtigkeit andererseits. Die Lust könne nicht schlechthin gut sein. Nun gibt Kallikles zu, dass es gute und schlechte Lust und auch gute und schlechte Unlust gebe; schlechte Lust sei zu meiden, denn nur Gutes könne erstrebenswert sein. Damit widerfährt Kallikles das, was er zuvor bei Gorgias und Polos angeprangert hat: Seine Scham wird ihm zum Verhängnis. Er kann seine radikal hedonistische Position nicht konsistent durchhalten, ohne Lüste zu verteidigen, die auch aus seiner Sicht schimpflich sind, etwa die von Sokrates angeführte Lust des Kinderschänders. Somit sieht er sich gezwungen, die Lust einer ethischen Bewertung zu unterwerfen.
Nachdem Sokrates dargelegt hat, dass die Lust und das Gute nicht zusammenfallen, sondern verschieden sind, illustriert er dies anhand verschiedener Tätigkeiten, die ausschließlich auf Genuss abzielen und nicht darauf, die Menschen besser zu machen. Diese Beschäftigungen zählt er zur Schmeichelei. Als Beispiele nennt er die Musik, das Theater, die Dichtkunst und die Rhetorik. In seine Kritik an der Rhetorik bezieht er sogar die berühmtesten Staatsmänner Athens ein, die als Redner den Staat gelenkt haben: Themistokles, Kimon, Miltiades und Perikles. Diese hätten sich an ihren unguten Begierden und an den Wünschen der Menge orientiert statt an den tatsächlichen Erfordernissen der Staatsführung. Sie hätten sich nicht bemüht, in den Seelen ihrer Mitbürger Ordnung zu schaffen. Das sei jedoch die Aufgabe derer, die als Redner Lenkungsfunktionen ausübten.
Sokrates hat versucht, das Gespräch mit zahlreichen Fragen an Kallikles interaktiv zu führen und ihn so auf Schwächen des Hedonismus aufmerksam zu machen. Schließlich weigert sich Kallikles, sich weiter mit Fragen in die Enge treiben zu lassen. Er wirft dem hartnäckig nachbohrenden Sokrates Zudringlichkeit vor und will sich nicht mehr an der Debatte beteiligen. Gorgias möchte aber noch Näheres über die Alternative erfahren, die Sokrates dem Weltbild seines Widersachers entgegensetzt. Sokrates willigt ein, sein Konzept zusammenhängend darzulegen.
Die Wertordnung des Sokrates
Sokrates fasst seine Gedankengänge zusammen. Den Ausgangspunkt bildet die von Kallikles bereits akzeptierte Einsicht, dass das Gute und das Angenehme nicht identisch sind. Dann muss das Angenehme dem Guten untergeordnet sein, nicht umgekehrt. Gut ist jedes Ding durch das Vorhandensein seiner spezifischen „Gutheit“ oder Vortrefflichkeit, der aretḗ. Sie beruht auf der jeweils angemessenen Ordnung, die für das betreffende Objekt oder Lebewesen charakteristisch ist. Das gilt auch für die Seele. Sie hat eine Ordnung, die ihr von Natur aus zukommt und ihre Gutheit ausmacht, die aber nicht in jeder Seele gewahrt ist. Geordnete Seelen zeichnen sich durch Besonnenheit und Selbstdisziplin aus, schlechte Seelen sind zügellos und maßlos. Der Besonnene handelt notwendigerweise tapfer, gerecht und fromm. Er führt ein Leben in Eudaimonie. Dem Schlechten hingegen geht es elend. Der Schlechte kann weder mit Menschen noch mit Göttern befreundet sein, denn aufgrund seiner Maßlosigkeit ist er nicht gemeinschaftsfähig. Er fällt aus der Weltordnung heraus, die auf Gemeinschaft beruht. Der Kosmos als Ganzes ist ebenso wie seine einzelnen Teile sinnvoll geordnet, jeder seiner Teile spielt die ihm zukommende Rolle im Einklang mit den anderen.
Vor diesem Hintergrund bekräftigt Sokrates seine Theorie vom Begehen und Erleiden des Unrechts. Das Erleiden ist möglichst zu vermeiden, das Begehen unter allen Umständen. Vor dem Erleiden ist man geschützt, wenn man selbst im Staat die Macht ausübt oder sich im Einvernehmen mit den herrschenden Kräften befindet. Eine solche Stellung bewahrt aber nicht vor dem weit größeren Übel, dem Begehen von Unrecht. Um dieses zu vermeiden, genügt der bloße Wille nicht; benötigt wird eine besondere Kompetenz, die man sich durch Studium und Übung anzueignen hat. Das größere Übel droht dann, wenn man dem kleineren entkommen ist: Wenn der Machthaber, zu dessen Parteigängern man gehört, ein ungerechter Herrscher ist, gerät man zwangsläufig in eine Verstrickung, die schweren Schaden an der Seele bewirkt. Wer sich der Beteiligung am Unrecht entzieht, indem er sich dem herrschenden System verweigert, gerät in Lebensgefahr.
In einem solchen Dilemma hat man sich an der objektiven Wertordnung zu orientieren, in der nicht das eigene Überleben, sondern die Integrität der Seele den übergeordneten Wert bildet. Daher wäre es in derartigen Situationen verfehlt, am Leben zu hängen. Der Tod ist einem Leben als schlechter Mensch vorzuziehen. Das Vermeiden des Unrechts hat gegenüber allen anderen Zielen unbedingten Vorrang.
Die Aufgabe des Staatsmanns sieht Sokrates darin, die Bürger zu besseren Menschen zu machen. Wer dazu nicht in der Lage ist, weil ihm dafür die Qualifikation fehlt oder weil die bestehenden Verhältnisse es nicht gestatten, der sollte nicht nach politischer Macht streben. Nach diesem Maßstab haben sich die vier von Sokrates kritisierten berühmten Staatsmänner Themistokles, Kimon, Miltiades und Perikles nicht bewährt. Sie sind alle beim Volk von Athen in Ungnade gefallen, wurden vor Gericht gestellt oder verbannt. Davor hat sie ihre vielgerühmte Redekunst nicht bewahrt. Also hat sich die Rhetorik letztlich als unwirksam erwiesen. Wenn die vier Staatsmänner die Athener zu besseren Menschen gemacht hätten, so hätten sich diese nicht undankbar gezeigt und wären nicht gegen ihre Wohltäter vorgegangen. In Wirklichkeit haben die vier nur danach gestrebt, dem Volk gefällig zu sein. Daher haben sie den gesellschaftlichen Niedergang nicht verhindert, sondern gefördert. Die gegenwärtigen Politiker sind in dieser Hinsicht ebenso untauglich und überdies fehlt ihnen die Tatkraft ihrer Vorgänger. Diesem Irrweg stellt Sokrates sein Politikerideal entgegen, wobei er allerdings einen Zweifel daran anklingen lässt, dass sich jemand findet, der es verwirklichen kann. Wer ein guter Ratgeber des Volkes sein will, verhält sich zu ihm wie ein Arzt, der eine benötigte Therapie vorschreibt, ob sie dem Patienten willkommen ist oder nicht. Sokrates selbst betätigt sich in diesem Sinne. Wegen seiner offenen Kritik an seinen Mitbürgern muss er aber damit rechnen, dass sie ihn anklagen und ihm nach dem Leben trachten. Das nimmt er in Kauf.
Die Illustration von Sokrates’ Konzept durch einen Mythos
Abschließend erzählt Sokrates einen Jenseitsmythos, mit dem er sein Gerechtigkeitsverständnis veranschaulicht. Dem Mythos zufolge werden die Seelen nach dem Tode für ihre Taten von den Göttern belohnt oder bestraft. Wer als Gerechter gelebt hat, gelangt auf die „Inseln der Seligen“, wo das Dasein vollkommen glückselig ist und es keine Übel gibt. Übeltäter hingegen kommen in den Tartaros, die Unterwelt, wo es ihnen übel ergeht.
Früher kamen die Seelen am Todestage, noch bevor der Tod eintrat, vor die Richter, die über ihr weiteres Schicksal zu entscheiden hatten. Da sie sich noch in ihren Körpern befanden, kam es zu Fehlurteilen, da die Richter vom Aussehen der Körper beeinflusst wurden, was zu Befangenheit führte. Wer einen schönen Körper hatte und Verwandte, die als seine Fürsprecher auftraten, der wurde bevorzugt. Außerdem wurden die Richter durch ihre eigenen Körper behindert, denn wenn eine Seele vom Körper verhüllt ist, ist ihre Wahrnehmung weniger zuverlässig. Als die Folgen der Fehlurteile zu Beschwerden führten, beschloss der Göttervater Zeus, den Übelstand zu beheben. Er ordnete an, dass die Seelen künftig erst nach dem Tode vor dem Gericht erscheinen sollten, in „nacktem“ Zustand – also ohne ihre Körper – und ohne Fürsprecher. Auch die Richter sollten nackte Seelen sein.
Seit der Reform des Zeus steht jede Seele entblößt vor ihrem Richter, der sie unmittelbar so erblickt wie sie ist. Der Richter weiß nicht, welche Person er vor sich hat, sondern er urteilt nur nach seiner Wahrnehmung. So wie ein Leichnam das Aussehen behält, das der Körper zu Lebzeiten des Verstorbenen angenommen hat, also beispielsweise groß, fett und langhaarig ist, so behält auch die Seele die Beschaffenheit, die sie während ihres Lebens im Körper erhalten hat. Wenn sie Untaten begangen hat, treten diese nun als sichtbare Verunstaltungen an ihr in Erscheinung, analog den Narben und Verformungen des Körpers. Die ethische Mangelhaftigkeit manifestiert sich ästhetisch als Hässlichkeit. Daher ist es unmöglich, den Richter zu täuschen. Die Urteile des Totengerichts beruhen auf unmittelbarem Augenschein und sind daher gerecht. Die Bestrafung der Verurteilten in der Unterwelt soll deren Besserung dienen, ihr Zweck ist Heilung. Davon sind allerdings einige besonders verbrecherische Seelen ausgenommen, da sie unheilbar sind. Sie verbleiben daher für immer in der Unterwelt. Zu ihnen zählen vor allem Tyrannen und andere ungerechte Herrscher, denen ihre Macht die Gelegenheit geboten hat, die schwersten Verbrechen zu begehen.
Abschließend ruft Sokrates dazu auf, hieraus die Konsequenz zu ziehen und so zu leben, dass man einst als möglichst unversehrte Seele vor den Richter treten kann. Eine Rhetorik, die diesem Zweck dient und frei von Schmeichelei ist, erklärt er für legitim.

## Die Gesprächsführung
Im Gorgias stellt Platon die sokratische Art der Gesprächsführung vor, die eng mit der entsprechenden Weltanschauung und Lebensweise verbunden ist. Der sokratische Dialog soll ein gemeinsames Bemühen der Beteiligten um Erkenntnisgewinn sein, verbunden mit der beständigen Bereitschaft, sich belehren und korrigieren zu lassen. Unbefangenheit, konstruktive Zielsetzung, philosophische Einsicht und gute Lebensführung bilden eine Einheit. Dahinter steht der hartnäckige Wille, sich und die anderen zu verbessern. Allerdings fällt auch die Schärfe und Schroffheit auf, mit der Platons Sokrates die Meinungen, Haltungen und Betätigungen, die er für schädlich hält, verurteilt und bekämpft. Damit trägt er erheblich zu einer konfrontativen Stimmung bei.
Trotz seiner eindrücklichen Ausführungen scheint Sokrates letztlich erfolglos zu bleiben. Seine Gesprächspartner beugen sich zwar der Logik seiner Folgerungen, der sie wenig entgegensetzen können, verweigern sich aber den Konsequenzen, die sich für die Lebenspraxis ergeben. Sie hören ihm aus Höflichkeit oder Neugier zu, nicht aus einem echten Interesse an der Wahrheitssuche. Kallikles, der die fruchtbarsten Beiträge zur Formulierung und Begründung einer antisokratischen Position geleistet hat, beteiligt sich in der Schlussphase kaum noch inhaltlich am Diskurs, obwohl er weiterhin an seiner Meinung festhält. Er hat sich angewidert aus der Auseinandersetzung zurückgezogen und lässt Sokrates reden, damit das Gespräch, von dem er sich nichts mehr verspricht, baldmöglichst zu einem Ende kommt. Auf die letzten Ausführungen des Sokrates – den Mythos und den damit verbundenen Appell – reagiert er nicht mehr.
Wie auch in anderen Werken Platons tritt Sokrates im Gorgias als entschiedener Befürworter eines sachbezogenen, nur auf Erkenntnis und ethische Verbesserung abzielenden Argumentierens auf. Er kritisiert die Gewohnheit, aufgrund persönlicher Empfindlichkeiten Andersdenkende fragwürdiger Motive zu verdächtigen und sie zu beschimpfen. Dennoch unterstellen ihm Polos und Kallikles gerade das unsachliche Verhalten, das er so nachdrücklich ablehnt. Polos wirft ihm vor, er strebe aus Freude am Widerlegen danach, Gorgias einen Widerspruch nachzuweisen, zu dem er ihn selbst verleitet habe. Kallikles beschuldigt ihn der Spitzfindigkeit und Rechthaberei. Somit kann Sokrates die beiden nicht von der Lauterkeit seiner Absichten überzeugen. Ein gemeinsames philosophisches Bemühen kommt nicht zustande.

## Philosophische Bilanz
Wie auch bei anderen Dialogen Platons dreht sich die moderne philosophische Diskussion um die Schlüssigkeit der Argumentation des Sokrates. Verschiedentlich ist auf logische Mängel hingewiesen worden. Dazu zählen unrichtige Anwendung eines allgemeinen Prinzips auf einen Einzelfall, Zirkelschluss und die irrige Annahme, aus einer sprachlichen Form ergebe sich die logische Gültigkeit der Aussage.
Unterschiedlich beurteilt wird in der Forschung die Qualität der Argumente, mit denen Platons Sokrates die Annahmen seiner drei Gesprächspartner widerlegen will. Dabei geht es um die Fragen, ob oder inwieweit im Gorgias unerkannte Trugschlüsse vorliegen und ob die Debattengegner des Sokrates der Widerlegung hätten entgehen können, wenn sie bestimmte Behauptungen unterlassen oder bestimmten Thesen des Sokrates ihre Zustimmung verweigert hätten.
Bei Gorgias ist strittig, ob er mit einem Verzicht auf den Anspruch, er sei auch ein Lehrer der Gerechtigkeit, oder sogar ohne diesen Verzicht eine konsistente Position hätte aufrechterhalten können. Eine der erörterten Hypothesen lautet, dass der fatale Fehler, der ihn zum Selbstwiderspruch führte, in seiner übertriebenen Darstellung der Macht der Rhetorik besteht. James Doyle führt Gorgias’ Fehlschlag darauf zurück, dass er sich auf die Debatte eingelassen habe, ohne eine klare Vorstellung über das Verhältnis von Rhetorik und Ethik zu besitzen. Brad Levett meint, Platons Sokrates habe den Rhetoriklehrer überlistet. Dazu habe er sich einer rhetorischen Strategie bedient, die zu Gorgias’ eigenem Repertoire gehörte. Der Dialog biete somit eine Parodie von Gorgias’ Überredungskunst.
Gregory Vlastos, Gerasimos Xenophon Santas und Peter Stemmer halten die Widerlegung des Polos nicht für zwingend. Sie meinen, Polos habe zugeben können, dass das Begehen von Unrecht hässlicher sei als das Erleiden, und zugleich an seiner Aussage festhalten können, es sei dem Erleiden vorzuziehen, ohne dadurch in den Selbstwiderspruch zu geraten, den Sokrates ihm unterstellt. Die Analyse von Vlastos hat eine Reihe von teils zustimmenden, teils ablehnenden Reaktionen hervorgerufen. Mary Margaret Mackenzie, Joseph Patrick Archie und Rebecca Bensen Cain verwerfen Vlastos’ Argumentation, kommen aber auf anderem Wege ebenfalls zum Ergebnis, dass die Widerlegung des Polos nicht schlüssig sei. Curtis N. Johnson meint, Polos habe vier unnötige Konzessionen gemacht, die alle vier für die Widerlegung seiner Position erforderlich gewesen seien. Charles H. Kahn verteidigt die Widerlegung, wenngleich er Schwächen einräumt. Er meint, Sokrates habe die Position der Gegenseite als unhaltbar erweisen können – allerdings nur in der von Polos vertretenen Version –, doch der Nachweis der Richtigkeit seiner eigenen Auffassung sei ihm nicht geglückt. Für die Stichhaltigkeit der Argumentation des Sokrates plädieren Scott Berman und Marcel van Ackeren.
George Klosko untersucht die Position des Kallikles. Er kommt zum Ergebnis, dass sie erhebliche Schwächen aufweist und dass Kallikles seinen Immoralismus besser hätte verteidigen können, wenn er ihn nicht mit einem extremen Hedonismus verknüpft hätte. Dieser Ansicht ist auch Charles H. Kahn, der aber zu bedenken gibt, dass ein selektiver Hedonismus, der eine Rangordnung der Lüste etabliert und begründet, in Kombination mit der Weltanschauung des Kallikles ebenfalls problematisch und angreifbar wäre.
Strittig ist auch, ob die paradoxe These des Sokrates, die Mächtigen seien aufgrund ihrer Unwissenheit in Wirklichkeit machtlos, stichhaltig begründet ist.
Richard McKim weist darauf hin, dass nach der Überzeugung von Platons Sokrates das richtige Verständnis des Begehens und Erleidens von Unrecht in jedem Menschen bereits latent vorhanden ist. Der philosophische Dialog hat den Zweck, dieses latente Wissen ins Bewusstsein zu bringen. Dies geschieht, indem Sokrates seinen Gesprächspartnern demonstriert, dass ihre Scham sie daran hindert, ihre Positionen konsequent zu vertreten. Diese Scham lässt die wirkliche Haltung der Seele erkennen. Sie ist nicht, wie Kallikles glaubt, das Ergebnis einer naturwidrigen gesellschaftlichen Konditionierung, sondern ein Anzeichen für das in der Seele verborgene Wissen. Sie zeigt eine von vornherein bestehende ethische Orientierung. Dies im Diskussionsverlauf zu erkennen ist wichtiger als die Stringenz der Argumente.
Ein in der Forschung kontrovers diskutiertes Thema ist die Einschätzung irrationaler Faktoren durch Platons Sokrates im Gorgias. In Platons frühen Dialogen vertritt sein Sokrates eine „intellektualistische“ Ethik, die auch im Gorgias deutlich zum Ausdruck kommt. Dieses Konzept besagt, dass alle das Gute wollen und niemand willentlich schlecht handelt. Wer das Gute richtig versteht, verhält sich zwangsläufig gut. Ethisch falsches Verhalten kann nur die Folge von Unwissenheit hinsichtlich des Guten sein. Ein Handeln wider besseres Wissen (akrasía) ist unmöglich. Andererseits legen manche Stellen im Gorgias die Existenz eines autonomen irrationalen Bereichs in der Seele nahe, wodurch die Möglichkeit der akrasia doch in Betracht zu kommen scheint. John M. Cooper nimmt an, dass die Argumentation des Sokrates im Gorgias mit bestimmten Schwächen und Unklarheiten behaftet sei, die Platon ihm vorsätzlich in den Mund gelegt habe. Damit habe Platon auf Mängel der sokratischen Handlungstheorie aufmerksam machen wollen, deren Behebung er erst später – im Dialog Politeia – in Angriff genommen habe. Daher könne man den Sokrates des Gorgias nicht einfach – wie es gewöhnlich geschieht – als Platons „Sprachrohr“ betrachten. Die Mängel, die Cooper meint, betreffen insbesondere die Bestreitung der Möglichkeit einer akrasia und irrationaler Motive.

## Entstehungszeit und historischer Hintergrund
Meist wird der Gorgias zu Platons Frühwerken gezählt. Innerhalb der Gruppe der frühen Dialoge scheint er zu den späteren zu gehören. Jedenfalls entstand er nach dem Prozess des Sokrates, der im Frühjahr 399 v. Chr. stattfand. Als plausibel gilt die Datierung um 390/387. Strittig ist in der Forschung, ob Platon den Gorgias verfasst hat, bevor er um 388 v. Chr. seine erste Sizilienreise antrat, oder erst nach seiner Rückkehr von dieser Reise. Im Gegensatz zu früheren Dialogen, in denen Sokrates keine eigenen Antworten auf die erörterten Fragen vorträgt und das Gespräch in einer – zumindest vorläufigen – Ratlosigkeit (Aporie) endet, lässt Platon im Gorgias seinen Sokrates entschieden Position beziehen.
Den realen Hintergrund des Dialoggeschehens bilden Platons Auseinandersetzung mit der zeitgenössischen, maßgeblich von Rednern gestalteten Politik in Athen, sein Verzicht auf politische Betätigung in seiner Heimatstadt und die Kontroversen um die Hinrichtung seines Lehrers Sokrates. Im Gorgias sieht Platons Sokrates seinen Prozess und das Todesurteil voraus, er bietet eine Erklärung dafür und rechtfertigt sich bereits, obwohl die Anklage gegen ihn zum Zeitpunkt der Dialoghandlung noch nicht erhoben ist. Somit gehört der Gorgias zu den polemischen Texten, die im Rahmen der Auseinandersetzungen zwischen Anhängern und Gegnern des Sokrates verbreitet wurden. Die vernichtenden Urteile, die Sokrates im Dialog über den athenischen Staat und dessen vier berühmteste Repräsentanten sowie über die Masse seiner Mitbürger fällt, spiegeln Platons tiefe Enttäuschung über den Politikbetrieb in Athen. Im Gorgias will er unter anderem seine Entscheidung, sich aus der Politik herauszuhalten, plausibel machen, indem er ein politisches Engagement als aussichtslos darstellt. Er suggeriert, man könne unter den herrschenden Verhältnissen nicht in die Politik eingreifen, ohne die eigene Integrität zu opfern.
Vielen Lesern ist die leidenschaftliche Heftigkeit aufgefallen, mit der im Gorgias die Rhetorik und die Rolle der als Redner agierenden Politiker verdammt wird. Olof Gigon erklärt diese Polemik Platons mit dem Gegensatz zwischen dem Lebensentwurf des Redners und Politikers und demjenigen des Anhängers der platonischen Philosophie. Platon habe die Gefährlichkeit des Alternativmodells erkannt: „Man begreift, dass Platon alles daran setzte, diesen Rivalen unschädlich zu machen.“ Daher habe er zu Vereinfachungen, Verzerrungen und boshaften Unterstellungen gegriffen.
In den Zusammenhang aktueller Konflikte gehört auch die im Gorgias vorgetragene Polemik gegen sophistische Tugendlehrer, die für ihren Unterricht ein Honorar verlangen und sich über die Undankbarkeit ihrer Schüler beklagen, wenn diese ihnen die Vergütung schuldig bleiben. Platons Sokrates argumentiert, die Undankbarkeit der Schüler beweise den Fehlschlag des Tugendunterrichts und damit dessen Wertlosigkeit. Wenn der Unterricht wertvoll und erfolgreich wäre, würde sich der Schüler von sich aus dankbar erweisen. Es sei schändlich, für Tugendunterricht Geld zu verlangen. Hier bildet eine grundsätzliche Meinungsverschiedenheit zwischen Platon und dem Rhetoriklehrer Isokrates über die Honorarfrage den Hintergrund. Isokrates erkannte den von Platon angeprangerten Widerspruch ebenfalls, zog aber daraus die entgegengesetzte Konsequenz. Er sah den Fehler nicht in der Honorarforderung, sondern wandte sich gegen die Behauptung, Tugend sei lehrbar.

## Rezeption

### Antike
Die Nachwirkung des Gorgias in der Antike war stark, sowohl wegen der provokativen Kritik an der bei Griechen und Römern weithin populären Rhetorik als auch wegen des verbreiteten Interesses an der ethischen Thematik. Bezeichnend für den tiefen Eindruck, den der Dialog machte, ist eine Anekdote, der zufolge ein korinthischer Bauer, nachdem er den Gorgias gelesen hatte, seinen Beruf aufgab und Philosoph wurde.
Athenaios überliefert anekdotisches Material aus einer antiplatonischen Quelle. Nach seinen Angaben hat Gorgias den nach ihm benannten Dialog gelesen und dazu geäußert: „Wie ironisch Platon schreiben kann!“ Gorgias soll auch, wie Athenaios erzählt, den Dialog in seinem Bekanntenkreis vorgelesen und dazu bemerkt haben, er habe in Wirklichkeit nichts von alledem gesagt oder gehört.
Platons Zeitgenosse Isokrates, der als Rhetoriklehrer zu einem im Gorgias scharf angegriffenen Personenkreis gehörte, wandte sich gegen die dort vorgebrachte pauschale Kritik an den Athenern. Ohne ausdrücklich auf Platons Werk Bezug zu nehmen, wies er darauf hin, dass er und viele seiner Mitbürger das Verhältnis von Machtbesitz und Glückseligkeit nicht auf die im Gorgias kritisierte oberflächliche und falsche Weise betrachteten.
Für römische Rhetoriker war Platons Verdammung ihrer Betätigung eine Herausforderung, mit der sie sich auseinandersetzten. Ausführlich äußerte sich zu dem heiklen Thema Cicero. In seiner in Dialogform gestalteten Schrift De oratore („Über den Redner“) ließ er den Redner und Politiker Lucius Licinius Crassus († 91 v. Chr.) mitteilen, die verbreitete Kritik der Philosophenschulen – der Akademie, der Stoa und des Peripatos – an der Redekunst gehe auf den Gorgias zurück. Er – Crassus – habe in Athen in der Akademie den Gorgias aufmerksam gelesen. Dabei sei ihm aufgefallen, dass Platon, der Urheber der philosophischen Geringschätzung der Rhetorik, gerade in seiner Verspottung der Redner zeige, dass er selbst ein sehr bedeutender Redner sei. Die Unterstellung, den Rednern fehle es an Fachkompetenz hinsichtlich der von ihnen behandelten Fragen, sei falsch. Nur wer sich inhaltlich auskenne, könne als Redner erfolgreich sein. Wer über keine gute Allgemeinbildung verfüge, dürfe nicht Redner genannt werden. Ein weiteres in Ciceros De oratore vorgebrachtes Argument lautet, der historische Sokrates habe sich, falls er tatsächlich mit Gorgias debattierte, gegen diesen nur dann durchsetzen können, wenn er selbst der bessere Redner war.
Auch Quintilian nahm eingehend zur Bewertung der Rhetorik im Gorgias Stellung. Er behauptete, Platons Kritik richte sich nur gegen die missbräuchliche Verwendung der Redekunst, nicht gegen das gute Reden an sich. Dies sei unter anderem daraus zu ersehen, dass Platon selbst die Verteidigungsrede des Sokrates vor Gericht sowie (im Dialog Menexenos) eine Lobrede auf die fürs Vaterland Gefallenen geschrieben habe. Gegner der Rhetorik, die sich auf den Gorgias beriefen, hätten den Dialog missverstanden.
In der Tetralogienordnung der Werke Platons, die anscheinend im 1. Jahrhundert v. Chr. eingeführt wurde, gehört der Gorgias zur sechsten Tetralogie. Der Philosophiegeschichtsschreiber Diogenes Laertios zählte ihn zu den „widerlegenden“ Schriften und gab als Alternativtitel „Über die Rhetorik“ an. Dabei berief er sich auf eine heute verlorene Schrift des Mittelplatonikers Thrasyllos.
Der berühmte Stoiker Epiktet war stark vom Gorgias beeinflusst. Er schätzte nicht nur die von Platons Sokrates vertretenen ethischen Grundsätze, sondern auch dessen philosophische Untersuchungsmethode. In Epiktets Unterricht spielte der Gorgias wahrscheinlich eine wichtige Rolle. Auch der Mittelplatoniker Lukios Kalbenos Tauros legte in seiner Schule besonderes Gewicht auf die Behandlung dieses Dialogs, wie den Angaben seines Schülers Gellius zu entnehmen ist. Tauros verfasste einen anscheinend ausführlichen Gorgias-Kommentar, der bis auf die von Gellius überlieferten Zitate verloren ist. Gellius ging in seinem Werk Noctes Atticae auf die im Gorgias dargelegte Kritik des Kallikles an der Philosophie ein, wobei er ausführlich aus dem Dialog zitierte. Er meinte, die Kritik sei nicht gänzlich verfehlt, sondern habe eine gewisse Berechtigung, denn sie richte sich gegen angebliche Philosophen, die sich nur mit Spitzfindigkeiten befassten, statt sich einer philosophischen Lebensführung zu widmen. Davor habe Platon durch den Mund des Kallikles warnen wollen.
Der Rhetoriker und Sophist Aelius Aristides verfasste drei Reden, in denen er sich mit dem Gorgias auseinandersetzte. Die erste schrieb er in den 140er Jahren; sie diente der Verteidigung der Rhetorik gegen Platons Kritik. Die zweite, bald darauf verfasste ist eine Antwort auf Angriffe gegen die erste Rede. In der dritten Rede, die in den 160er Jahren entstand, verteidigte Aelius Aristides die im Gorgias als unfähig dargestellten vier athenischen Staatsmänner. Er erwähnte, dass die Verdammung der Rhetorik im Gorgias in manchen Kreisen als der bewundernswerteste Teil von Platons Gesamtwerk galt. Nach seiner eigenen Interpretation war jedoch Platons Angriff auf die Rhetorik nicht ernst gemeint, sondern ein literarisches Kunstmittel zur Ergötzung des Publikums; der Philosoph sei selbst ein Meister jener Sprachkunst gewesen, die er anderen vorwarf.
Der antiphilosophisch gesinnte Gelehrte Athenaios wies im Rahmen einer Polemik gegen Platon auf die chronologischen Unstimmigkeiten im Gorgias hin. Er verwertete Überlegungen, die wahrscheinlich letztlich auf eine verlorene Schrift des Grammatikers Herodikos von Seleukia zurückgehen.
Der Sophist Flavius Philostratos äußerte sich in einem Brief an die Kaiserin Julia Domna über Platons Verhältnis zur sophistischen Rhetorik, das er im Sinne der üblichen Entschärfung des Gegensatzes zwecks Verteidigung der Rhetorik als positiv beschrieb; die literarische Gestaltung des Gorgias zeige, was der Philosoph von den Sophisten gelernt habe.
Im 3. Jahrhundert verfasste ein in Athen lebender Mittelplatoniker namens Eubulos eine heute verlorene Schrift, in der er den Gorgias behandelte.
Bei den spätantiken Neuplatonikern gehörte der Gorgias in den Philosophenschulen zum Unterrichtsstoff. Der einflussreiche Neuplatoniker Iamblichos († um 320/325) ordnete ihn den politischen Tugenden zu und legte im Lektürekanon seiner Schule fest, dass nach dem Großen Alkibiades, mit dem das Studium der Dialoge zu beginnen hatte, als zweiter Dialog der Gorgias zu behandeln war. In seinem Protreptikos zitierte Iamblichos den Gorgias ausgiebig. Vermutlich hat Plutarch von Athen († um 432), der Gründer der neuplatonischen Philosophenschule in Athen, einen Gorgias-Kommentar verfasst. Auch Hierokles von Alexandria nahm den Gorgias in seinem Unterricht durch. Der berühmte Neuplatoniker Proklos († 485) hat einen Gorgias-Kommentar geschrieben, der heute verloren ist; vielleicht behandelte er darin nur den Schlussmythos des Dialogs. Außerdem interpretierte Proklos den Mythos in seiner Platonischen Theologie. Erhalten ist – als Nachschrift eines Schülers – der ausführliche Gorgias-Kommentar Olympiodoros’ des Jüngeren, eines im 6. Jahrhundert tätigen Neuplatonikers. Sein Werk ist der einzige antike Kommentar zum Gorgias, der nicht verloren ist. Olympiodoros milderte die sehr negative Einschätzung der Rhetorik im Gorgias ab und rehabilitierte die vier von Platon angegriffenen Staatsmänner, insbesondere Perikles, teilweise.

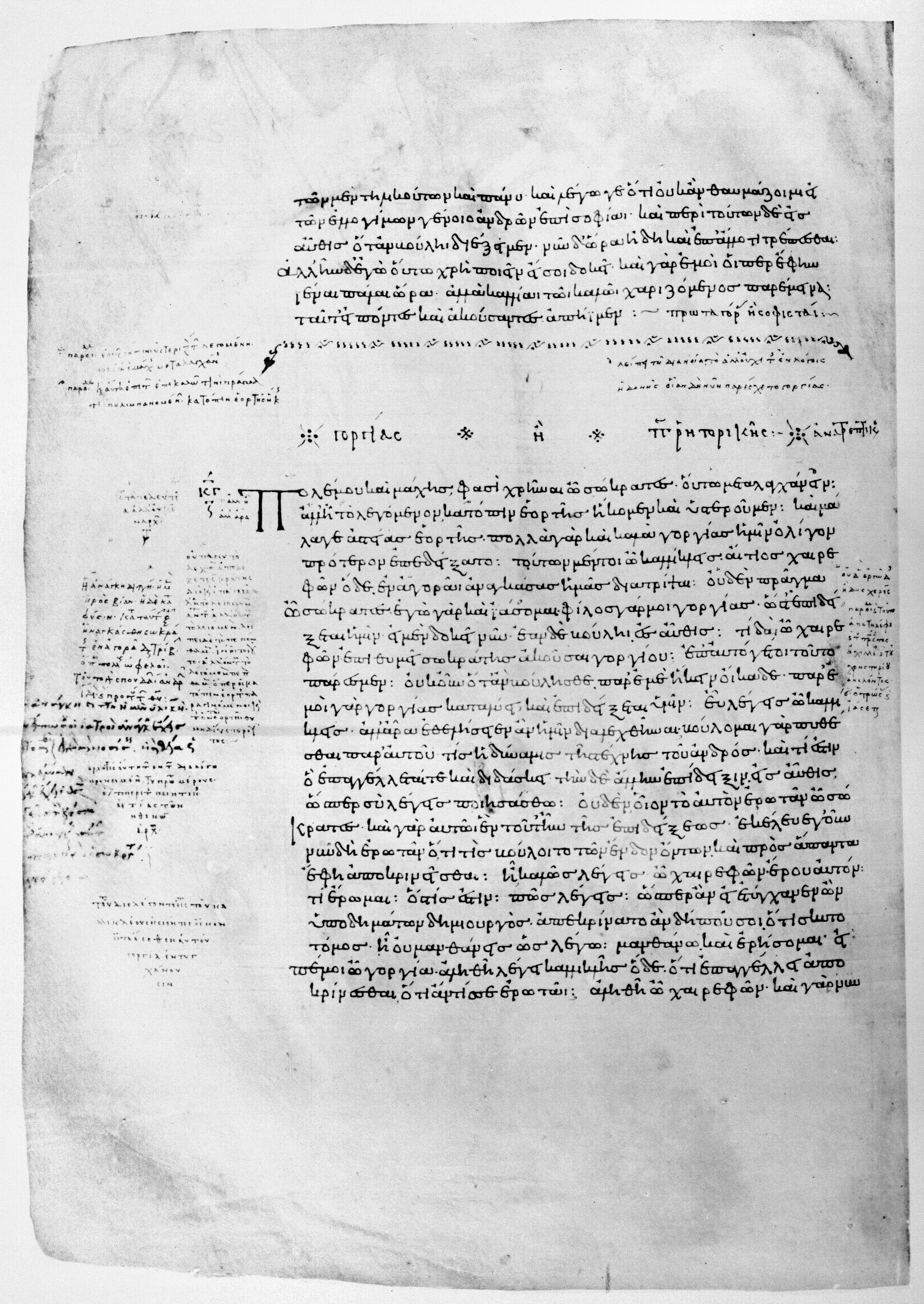
Der Anfang des Gorgias in der ältesten erhaltenen mittelalterlichen Handschrift, dem 895 geschriebenen Codex Clarkianus

Der Verfasser der anonym überlieferten spätantiken „Prolegomena zur Philosophie Platons“ betonte, Platons eigentliche Absicht im Gorgias sei nicht die Zurückweisung des verkehrten Rhetorikkonzepts von Gorgias und Polos gewesen, vielmehr habe er dem Leser begreiflich machen wollen, worin eine authentische Rhetorik bestehe. Daraus ergebe sich als Nebeneffekt die Entlarvung der sophistischen Rhetorik.
Auch bei christlichen Autoren fand der Gorgias Beachtung. Der spätantike Kirchenvater Eusebius von Caesarea zitierte eine lange Passage in seiner Praeparatio evangelica.
Die antike Textüberlieferung beschränkt sich auf einige Papyrus-Fragmente aus der römischen Kaiserzeit.

### Mittelalter
Die älteste erhaltene mittelalterliche Gorgias-Handschrift wurde im Jahr 895 im Byzantinischen Reich angefertigt. Das Interesse einzelner Gelehrter am Gorgias spiegelt sich in den zahlreichen Scholien (erläuternden Notizen), die im Mittelalter – teils vielleicht schon in der Spätantike – in Abschriften des Textes eingetragen wurden.
In der lateinischsprachigen Gelehrtenwelt des Westens war der Gorgias im Mittelalter unbekannt. Allerdings kannte man einige in dem Dialog dargelegte Gedanken aus antiken lateinischen Werken, in denen auf sie Bezug genommen wird. Dazu gehörten der Zusammenhang zwischen Rechtschaffenheit und Glückseligkeit einerseits, Ungerechtigkeit und Elend andererseits sowie die Behauptung, dass Übeltäter niemals das erreichen, was ihr eigentliches Ziel ist. Zu den Werken, die dem Mittelalter Gedankengut aus dem Gorgias vermittelten, zählten die Tusculanae disputationes Ciceros, der Kommentar zum Somnium Scipionis des Macrobius, die Schrift De Platone et eius dogmate des Apuleius, die Noctes Atticae des Gellius und die Consolatio philosophiae des Boethius.

### Frühe Neuzeit
Im Westen wurde der Gorgias im Zeitalter des Renaissance-Humanismus wiederentdeckt, nachdem der byzantinische Gelehrte Manuel Chrysoloras in den 1390er Jahren eine Handschrift des griechischen Originaltextes nach Italien gebracht hatte.
Die erste lateinische Übersetzung erstellte der italienische Humanist und Staatsmann Leonardo Bruni. Sie wurde im Herbst 1409 abgeschlossen und 1411 dem Gegenpapst Johannes XXIII. gewidmet. Im Widmungsbrief betonte Bruni, Platons Lehre stimme in grundlegenden Aussagen mit der christlichen überein. Damit wollte er dem Papst die Berechtigung der humanistischen Studien plausibel machen und den Widersachern des Humanismus am päpstlichen Hof entgegentreten. Allerdings war Bruni als Humanist selbst ein eifriger Befürworter der im Gorgias scharf kritisierten Rhetorik. Weder die Polemik gegen die Rhetoriker noch das abfällige Urteil von Platons Sokrates über die berühmten Staatsmänner Themistokles, Kimon, Miltiades und Perikles konnte im Kreis der Humanisten um Bruni Anklang finden. Brunis Unbehagen ist daraus ersichtlich, dass er sich in seiner lateinischen Fassung des Gorgias bemühte, die Schärfe der im Dialog aufeinanderprallenden Gegensätze abzumildern und dem Text eine harmlosere, erbaulichere Form zu geben.

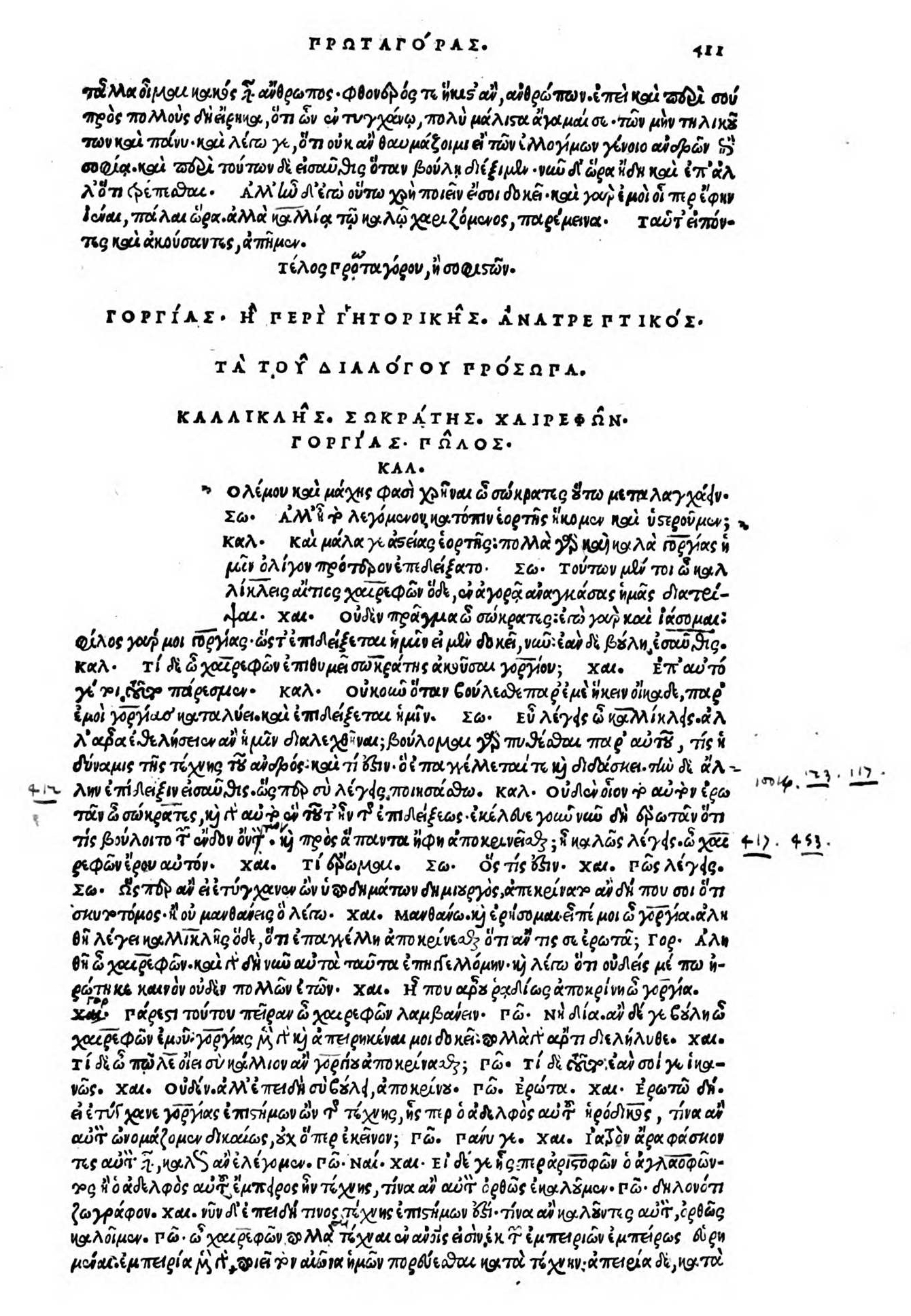
Der Anfang des Gorgias in der Erstausgabe, Venedig 1513

Zu einem ganz anderen Urteil gelangte der scharf antiplatonisch eingestellte Humanist Georgios Trapezuntios. Er verfasste 1458 eine Kampfschrift, in der er als Aristoteliker Platon mit Aristoteles verglich. Dort berichtete er, dass er schon in seiner Jugend Platon gehasst hatte, weil dieser im Gorgias die vier berühmtesten und erfolgreichsten Staatsmänner Athens und die Rhetorik angegriffen hatte. Platon habe sich als Feind alles Guten erwiesen. Auch der aristotelisch gesinnte byzantinische Humanist Theodoros Gazes, der 1446–1449 an der Universität von Ferrara unterrichtete und dabei unter anderem den Gorgias behandelte, beurteilte den Dialog kritisch; den Angriff auf Perikles führte er auf eine persönliche Antipathie Platons zurück.
1469 publizierte Kardinal Bessarion, ein platonisch gesinnter Gelehrter, eine Entgegnung auf die Polemik des Georgios Trapezuntios, die Schrift In calumniatorem Platonis („Gegen den Verleumder Platons“). Darin rechtfertigte er unter anderem Platons Kritik an den vier Staatsmännern im Gorgias.
In den siebziger Jahren des 15. Jahrhunderts wurde Brunis lateinischer Gorgias in Bologna gedruckt.
Eine weitere Übersetzung ins Lateinische stammt von Marsilio Ficino. Er veröffentlichte sie 1484 in Florenz in der Gesamtausgabe seiner Platon-Übersetzungen. In seiner Einleitung (argumentum) zu seinem lateinischen Gorgias versuchte Ficino ähnlich wie schon Bruni die in dem Dialog aufbrechenden tiefen Gegensätze zu verharmlosen.
Die Erstausgabe des griechischen Textes erschien im September 1513 in Venedig bei Aldo Manuzio im Rahmen der von Markos Musuros herausgegebenen Gesamtausgabe der Werke Platons.

### Moderne
Literarische Aspekte
Die Urteile über die literarische Qualität sind unterschiedlich ausgefallen. Friedrich Nietzsche bezeichnete den Dialog als „merkwürdig, weil die Auffassung total unkünstlerisch ist“. Ulrich von Wilamowitz-Moellendorff hielt den Gorgias nicht für ein Meisterwerk; er meinte, die Gliederung des Stoffs sei noch unvollkommen und das Buch sei zu lang geworden, die Auseinandersetzung mit Kallikles wirke schleppend und ermüdend; erst nach dem Dialog Menon habe Platon die Meisterschaft erreicht. Auch Alfred Edward Taylor fand den Gorgias schleppend und zu lang, was er auf die Unerfahrenheit des Autors zurückführte; es handle sich um ein Jugendwerk.
1959 veröffentlichte Eric Robertson Dodds eine kritische Ausgabe des Gorgias mit Einleitung und Kommentar. Sein Kommentar ist in der späteren Forschungsliteratur oft als vorbildliche Leistung gewürdigt worden.
Paul Shorey sieht in den Ausführungen des Kallikles die eindrücklichste Formulierung der immoralistischen Haltung in der europäischen Literaturgeschichte. Für Olof Gigon ist der „ungewöhnlich klare Aufbau“ ein wesentlicher Vorzug des Gorgias. Die Ausdifferenzierung der Figuren sei hervorragend geglückt, die Radikalität der Fragestellungen sei eindrücklich. Charles H. Kahn lobt die Lebendigkeit und „unvergessliche Intensität“ der Darstellung, die sich aus der dramatischen Gestaltung und deren eindrücklicher Verknüpfung mit dem philosophischen Anliegen des Autors ergebe.
Philosophische und politische Aspekte
John Stuart Mill (1806–1873) bezeichnete den Gorgias als eines der schönsten Beispiele für Platons dialektische Fähigkeiten und dramatisches Talent. Die Argumentation des Sokrates fand er allerdings nicht überzeugend. Mill meinte, die Argumente des Sokrates seien fast alle Trugschlüsse; unter diesem Gesichtspunkt betrachtet sei der Gorgias eines der schwächsten Werke Platons. Die Behauptung, dass Tugend der Weg zur Glückseligkeit sei, treffe nicht zu, vielmehr widerspreche ihr die gesamte Erfahrung der Menschheit. Die Ausführungen von Platons Sokrates könnten nur diejenigen beeindrucken, die bereits dessen Überzeugung teilten. Die Liebe zur Tugend sei eine Sache des Gefühls, man könne nicht mit Argumenten zu ihr bekehrt werden. Zwar könne der Gorgias diese Liebe fördern, doch geschehe dies nicht durch einleuchtende Gründe, sondern indem der dafür empfängliche Leser emotional angesprochen werde. Letzteres hielt Mill für eine sehr verdienstvolle Leistung; er war der Ansicht, der Gorgias stelle einen der bedeutendsten Schritte in der Geschichte der Ethik dar.
Oft ist ein Zusammenhang zwischen Nietzsches Konzept des Übermenschen und dem immoralistischen Menschenbild des Kallikles in Platons Gorgias vermutet worden. Allerdings fehlt ein Beleg dafür, und es bestehen neben manchen Gemeinsamkeiten auch fundamentale Unterschiede. Nietzsche bewunderte Perikles; Platons abfälliges Urteil über diesen Staatsmann und über das perikleische Athen missbilligte er scharf, er wertete es als Verfallssymptom.
Nach der Einschätzung von Ulrich von Wilamowitz-Moellendorff zählt die Überzeugung, für die Sokrates im Gorgias eintritt, nicht zur Philosophie, sondern ist „Glaubenswahrheit“; es ist zu beachten, dass „hier Religion gepredigt wird“, zwar nicht im gängigen Sinne des Begriffs, aber Religion als das, was „die Stellung des Menschen zur Aufgabe seines Lebens bestimmt“. Der große Reiz des Gorgias liegt für Wilamowitz darin, dass Sokrates „die moralischen Prinzipien auf die Spitze treibt“.
Wie schon in der Antike hat Platons Angriff auf Themistokles, Kimon, Miltiades und Perikles auch bei modernen Lesern Befremden ausgelöst. Joachim Dalfen bezeichnet die Kritik an den vier Staatsmännern als unsachlich und historisch verfehlt, Olof Gigon sieht darin eine „geradezu absurde Bosheit“. Allerdings sind in der Forschungsliteratur die Meinungen über das im Gorgias dargelegte Geschichtsbild geteilt. William K. C. Guthrie billigt Platons sehr ungünstiger Gesamtbilanz von Perikles’ Wirken Berechtigung zu. Auch Eric Robertson Dodds bringt für die Kritik des Philosophen am athenischen Staat und dessen vergangener Glanzzeit Verständnis auf. Er hält die Ansicht für vertretbar, dass der Verlauf der Geschichte dem Philosophen recht gegeben habe.
Karl Popper ergreift zwar nachdrücklich für Perikles und gegen Platon Partei, beurteilt den Gorgias aber überwiegend positiv. Er glaubt, Platon sei zu der Zeit, als er den Gorgias schrieb, noch von der Lehre des Sokrates beeinflusst gewesen, von der er sich erst später abgewendet habe. Der Grundsatz, dass es schlimmer sei Unrecht zu tun als es zu erleiden, sei wohl auf den historischen Sokrates zurückzuführen und sei Ausdruck von dessen individualistischer Haltung, die mit der christlichen Lehre sehr verwandt sei.
Oft wird auf die zeitlose Aktualität der Thematik hingewiesen und ihre philosophische Bedeutung gewürdigt. Für Eric Robertson Dodds ist der Gorgias der modernste Dialog Platons. Seine Themen – die Macht der Propaganda im demokratischen Staat und die Neuetablierung ethischer Normen nach dem Verfall der herkömmlichen Werte – seien auch die zentralen Probleme des 20. Jahrhunderts. Michael Erler meint, die Thematik des Gorgias sei „von zeitloser Bedeutung“. Ernst Heitsch hält Platons Text für „revolutionär in mehrfacher Hinsicht, damals wie heute“. Theo Kobusch urteilt, der Gorgias sei einer der philosophisch gehaltvollsten und zugleich einer der kunstvollsten platonischen Dialoge. Franz von Kutschera stellt fest, der Dialog sei „glänzend geschrieben“ und sein zentrales Thema sei „die wichtigste Frage, die es überhaupt gibt, die Frage, wie man leben soll“; die Argumentation des Sokrates sei aber mangelhaft, sie zehre von Zugeständnissen der Gesprächspartner. Dies sei darauf zurückzuführen, dass Platons Konzepte damals noch nicht ausgereift gewesen seien.
Die Philosophin Hannah Arendt befasst sich in ihrer postum veröffentlichten Arbeit Das Denken mit Sokrates, in dem sie einen vorbildlichen Denker sieht, und mit seiner Einschätzung des Begehens und Erleidens von Unrecht. Sie untersucht die Bedeutung der im Gorgias von Platons Sokrates geäußerten Auffassung, ein innerer Zwiespalt im Menschen sei schlimmer als Widerspruch aus der Außenwelt. Nach Arendts Verständnis existiert das geistige Ich nur in der Dualität, die sich im inneren Zwiegespräch des Denkens zeigt. Die inneren Gesprächspartner können sich nicht trennen, solange die Person denkt. Daher hat Sokrates größten Wert darauf gelegt, dass sie Freunde bleiben, dass die Eintracht des Individuums mit sich selbst gewahrt wird. Unrecht zu leiden ist besser als Unrecht zu tun, weil man als Opfer Freund des Leidenden bleiben kann, nicht aber als Täter Freund eines Mörders.

## Ausgaben und Übersetzungen
- Otto Apelt (Übersetzer): Platons Dialog Gorgias. In: Otto Apelt (Hrsg.): Platon: Sämtliche Dialoge, Bd. 1, Meiner, Hamburg 2004, ISBN 3-7873-1156-4 (Übersetzung mit Einleitung und Erläuterungen; Nachdruck der 2., durchgesehenen Auflage, Leipzig 1922).
- Winfried Czapiewski (Übersetzer): Platon: Gorgias. 2. Auflage, Laufen, Oberhausen 2017, ISBN 978-3-87468-261-9
- Joachim Dalfen (Übersetzer): Platon: Gorgias (= Ernst Heitsch, Carl Werner Müller (Hrsg.): Platon: Werke. Übersetzung und Kommentar, Bd. VI 3). Vandenhoeck & Ruprecht, Göttingen 2004, ISBN 3-525-30422-6.
- Julius Deuschle (Übersetzer): Gorgias. In: Erich Loewenthal (Hrsg.): Platon: Sämtliche Werke in drei Bänden, Bd. 1, unveränderter Nachdruck der 8., durchgesehenen Auflage, Wissenschaftliche Buchgesellschaft, Darmstadt 2004, ISBN 3-534-17918-8, S. 301–409.
- Plato, Gorgias. A Revised text with introduction and commentary by Eric Robertson Dodds. Clarendon Press, Oxford 1959, Nachdruck 1990.
- Gunther Eigler (Hrsg.): Platon: Werke in acht Bänden, Band 2, 5. Auflage, Wissenschaftliche Buchgesellschaft, Darmstadt 2005, ISBN 3-534-19095-5, S. 269–503 (Abdruck der kritischen Ausgabe von Maurice Croiset, 13. Auflage, Paris 1968, mit der deutschen Übersetzung von Friedrich Schleiermacher, 2., verbesserte Auflage, Berlin 1818).
- Michael Erler, Theo Kobusch (Hrsg.): Platon: Gorgias. Reclam, Stuttgart 2011, ISBN 978-3-15-018896-5 (unkritische Ausgabe mit Übersetzung von Erler; Kommentar und Nachwort von Kobusch).
- Kurt Hildebrandt (Übersetzer): Platon: Gorgias oder Über die Beredsamkeit. Reclam, Stuttgart 1989, ISBN 3-15-002046-8.
- Rudolf Rufener (Übersetzer): Platon: Die Werke des Aufstiegs (= Jubiläumsausgabe sämtlicher Werke, Bd. 2). Artemis, Zürich/München 1974, ISBN 3-7608-3640-2, S. 269–400 (mit Einleitung von Olof Gigon S. 87–159).
- Ramón Serrano Cantarín, Mercedes Díaz de Cerio Díez (Hrsg.): Platón: Gorgias. Consejo Superior de Investigaciones Científicas, Madrid 2000, ISBN 84-00-07972-8 (kritische Edition mit Einleitung und spanischer Übersetzung).

lateinisch (humanistisch)
- Matteo Venier (Hrsg.): Platonis Gorgias Leonardo Aretino interprete. Società Internazionale per lo Studio del Medioevo Latino, Firenze 2011, ISBN 978-88-8450-408-1 (kritische Edition von Brunis Gorgias-Übersetzung).